# Alfred Elmore
Pour les articles homonymes, voir Elmore.
 (juin 2023).
Si vous disposez d'ouvrages ou d'articles de référence ou si vous connaissez des sites web de qualité traitant du thème abordé ici, merci de compléter l'article en donnant les références utiles à sa vérifiabilité et en les liant à la section « Notes et références ».
Alfred Elmore (1815–1881) est un peintre britannique d'histoire et de genre.

## Biographie

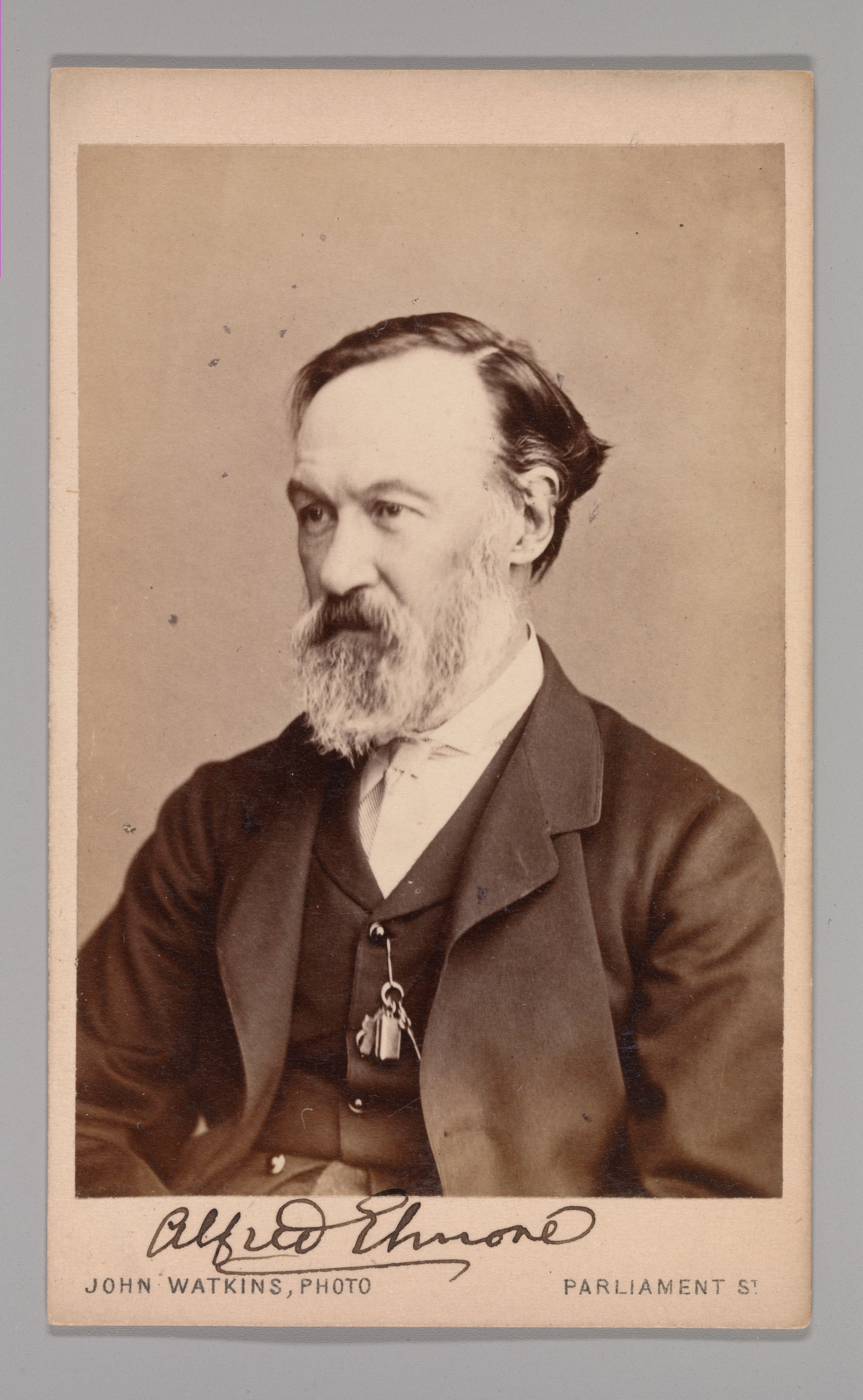
Épreuve à l'albumine argentique (années 1860)

Alfred Elmore est né à Clonakilty, en Irlande, le fils de John Richard Elmore, un chirurgien qui a pris sa retraite de l'armée britannique à Clonakilty. Sa famille s'installe à Londres, où Elmore étudie à la Royal Academy of Arts. Ses premières œuvres sont dans le style troubadour de Richard Parkes Bonington, mais il passe rapidement au travail religieux, notamment Le Martyre de Thomas Becket, commandé par Daniel O'Connell pour la Westland Row Church à Dublin. Entre 1840 et 1844, Elmore voyage à travers l'Europe, visitant Munich, Venise, Bologne et Florence.
Elmore semble avoir été associé à The Clique, un groupe de jeunes artistes qui se considèrent comme des disciples de Hogarth et de David Wilkie. Selon son ami William Powell Frith, il est membre du groupe, mais comme le groupe est le plus actif lorsqu'il est en Europe continentale, son implication est probablement de courte durée.
La plupart des œuvres ultérieures d'Elmore sont des peintures narratives historiques. Religious Controversy et The Novice ont un caractère implicitement anti-catholique. D'autres peintures mettent en scène des épisodes de Shakespeare ou de l'histoire de la Révolution française. Ils contiennent souvent des explorations subtiles du processus de création, surtout ses deux peintures sur l'innovation technologique, The Invention of the Stocking Loom (1847, Nottingham Castle Museum) et The Invention of the Combing Machine (1862, Cartwright Hall, Bradford). Les deux dépeignent le processus d'industrialisation en représentant des artisanats préindustriels pittoresques. L'inventeur est censé réfléchir à ces compétences manuelles pendant qu'il forme dans son esprit un mécanisme pour les remplacer.
L'œuvre la plus connue d'Elmore est On the Brink (1865; Fitzwilliam Museum, Cambridge), une peinture de genre moral représentant une jeune femme qui a perdu son argent au jeu et qui est « sur le point » de répondre aux flatteries d'un séducteur, qui est représentée comme une figure ressemblant à un satan, baignée de lumière rouge et chuchotant des pensées corrompues à son oreille.
À la fin des années 1860, Elmore s'éloigne de ces sujets hogarthiens pour adopter un style plus classique influencé par Edward Poynter et Lawrence Alma-Tadema. Il peint également des figures arabes, en ligne avec la vogue de l'orientalisme dans l'art.
Elmore souffre de névralgie pendant une grande partie de sa vie et, dans ses dernières années, il devient boiteux à la suite d'une mauvaise chute de cheval. Il meurt d'un cancer en janvier 1881 et est enterré au cimetière de Kensal Green à Londres.

## Galerie
|                                               |
| Scene from The Two Gentlemen of Verona (1857) |

|                     |
| The Proposal (1860) |

|                     |
| On the Brink (1865) |

|                         |
| Pompeii, A.D. 79 (1878) |